# Colegios profesionales de Guatemala
Los Colegios Profesionales de Guatemala son asociaciones gremiales profesionales con personalidad jurídica, patrimonio propio y sin fines de lucro. Es decir, son asociaciones o colegios que reúnen a los distintos profesionales universitarios egresados de las diferentes universidades que posee el país, actualmente en Guatemala se tiene 01 Universidad Pública y 14 Universidades Privadas. Estos Colegios Profesionales tiene como fin la superación moral, científica, técnica, cultural, económica y material de cada uno de los egresados con su profesión de las universidades del país.

## Colegios Profesionales en Guatemala
Son 14 Colegios Profesionales en la actualidad:
| N.º | Nombre del Colegio                                                                    | Acrónimo | Sitio Web      |
| --- | ------------------------------------------------------------------------------------- | -------- | -------------- |
| 1   | Colegio Profesional de Humanidades de Guatemala                                       | CPH      | Página oficial |
| 2   | Colegio de Arquitectos de Guatemala                                                   | --       | Página oficial |
| 3   | Colegio de Contadores Públicos y Auditores de Guatemala                               | CPA      | Página oficial |
| 4   | Colegio de Economistas, Contadores Públicos y Auditores y Administradores de Empresas | CCEE     | Página oficial |
| 5   | Colegio de Farmacéuticos y Químicos de Guatemala                                      | COFAQUI  | Página oficial |
| 6   | Colegio de Ingenieros Agrónomos de Guatemala                                          | CIAG     | Página oficial |
| 7   | Colegio de Ingenieros de Guatemala                                                    | CIG      | Página oficial |
| 8   | Colegio de Ingenieros Químicos de Guatemala                                           | CIQ      | Página oficial |
| 9   | Colegio de Médicos Veterinarios y Zootecnistas de Guatemala                           | CMVZ     | Página oficial |
| 10  | Colegio de Médicos y Cirujanos de Guatemala                                           | COLMED   | Página oficial |
| 11  | Colegio de Psicólogos de Guatemala                                                    | --       | Página oficial |
| 12  | Colegio Estomatológico de Guatemala                                                   | CEG      | Página oficial |
| 13  | Colegio de Abogados y Notarios de Guatemala                                           | CANG     | Página oficial |
| 14  | Colegio Profesional de Enfermería de Guatemala                                        | --       | Página oficial |